# 講談社児童文学新人賞
講談社児童文学新人賞（こうだんしゃじどうぶんがくしんじんしょう）は、講談社が主催する公募新人文学賞である。対象作品は児童向けかつ未発表の児童文学（創作童話、小説、絵本など）。1959年、講談社創立50周年記念として「講談社児童文学作品」の名称で創設、その後改正により第5回から「講談社児童文学新人賞」となった。
現在の選考委員は、安東みきえ、如月かずさ、村上しいこに講談社の児童図書編集長を加えた4名。
受賞者には正賞として賞状・記念品、副賞として50万円が授与される。

## 受賞作の一覧
特記がなければ、初刊は講談社刊。

### 第1回から第10回
| 回（年）           | 応募総数   | 賞             | 受賞者                                         | 受賞作                         | 初刊           |
| ------------------ | ---------- | -------------- | ---------------------------------------------- | ------------------------------ | -------------- |
| 第1回（1960年度）  | 358編      | 受賞           | 吉田比砂子                                     | 「雄介のたび」                 | 1960年8月      |
| 第1回（1960年度）  | 358編      | 受賞           | 松谷みよ子                                     | 「龍の子太郎」                 |                |
| 第1回（1960年度）  | 358編      | 佳作           | 森一雄                                         | 「金と銀の道」                 |                |
| 第1回（1960年度）  | 358編      | 佳作           | 須知徳平                                       | 「足彦君海へ行く」             |                |
| 第1回（1960年度）  | 358編      | 佳作           | 山中恒                                         | 「サムライの子」               |                |
| 第2回（1961年度）  |            | 受賞           | 西沢正太郎                                     | 「プリズム村誕生」             |                |
| 第2回（1961年度）  | 立原えりか | 受賞           | 「ゆりと でかでか人と ちびちび人のものがたり」 | 1961年10月                     |                |
| 第2回（1961年度）  | 佳作       | 山下喬子       | 「プファ少年」                                 |                                |                |
| 第2回（1961年度）  | 佳作       | 須知徳平       | 「山男先生と人魚先生」                         |                                |                |
| 第2回（1961年度）  | 佳作       | 池谷二郎       | 「傷のある靴を捜せ」                           |                                |                |
| 第3回（1962年度）  |            | 受賞           | 須知徳平                                       | 「ミルナの座敷」               | 1962年         |
| 第3回（1962年度）  | 米沢幸男   | 受賞           | 「少年オルフェ」                               |                                |                |
| 第3回（1962年度）  | 佳作       | 那須田稔       | 「ぼくらの出航」                               |                                |                |
| 第3回（1962年度）  | 佳作       | 足立俊         | 「川をはさんだ二つの国の物語」                 |                                |                |
| 第3回（1962年度）  | 佳作       | 向山武直       | 「ころりん山ところの話」                       |                                |                |
| 第4回（1963年度）  | 97編       | 受賞           | 岩崎京子                                       | 「しらさぎものがたり」         | 1964年1月      |
| 第4回（1963年度）  | 97編       | 受賞           | 竹野栄                                         | 「ブチよ、しっかり渡れ」       | 1964年         |
| 第4回（1963年度）  | 97編       | 佳作           | 大橋幸子                                       | 「霧の中を見るめがね」         |                |
| 第4回（1963年度）  | 97編       | 佳作           | 荻原恵美子                                     | 「「アンネ」と「アンヤ」」     |                |
| 第4回（1963年度）  | 97編       | 佳作           | 藤田孝美                                       | 「カッパの国無銭旅行記」       |                |
| 第5回（1964年度）  | 137編      | 受賞           | 福永令三                                       | 「クレヨン王国の十二カ月」     |                |
| 第5回（1964年度）  | 137編      | 受賞           | 赤座憲久                                       | 「大杉の地蔵」                 |                |
| 第5回（1964年度）  | 137編      | 佳作           | 山県喬                                         | 「たこの木学校」               |                |
| 第5回（1964年度）  | 137編      | 佳作           | 西村志津代                                     | 「孔雀の羽」                   |                |
| 第5回（1964年度）  | 137編      | 佳作           | 皆川博子                                       | 「やさしい戦士」               |                |
| 第6回（1965年度）  | 190編      | 受賞           | 岡村太郎                                       | 「いつか太陽の下で」           |                |
| 第6回（1965年度）  | 190編      | 受賞           | 生源寺美子                                     | 「春をよぶ声」                 | 1966年1月      |
| 第6回（1965年度）  | 190編      | 佳作           | 吉田よりこ                                     | 「クリの木の下で」             |                |
| 第6回（1965年度）  | 190編      | 佳作           | 香山彬子                                       | 「トウスケとチョウゲンボウ」   |                |
| 第6回（1965年度）  | 190編      | 佳作           | 岡野美枝子                                     | 「ヨシオの冒険」               |                |
| 第7回（1966年度）  | 201編      | 受賞           | 香山彬子                                       | 「シマフクロウの森」           |                |
| 第7回（1966年度）  | 201編      | 佳作           | 香山彬子                                       | 「きんいろのライオン」         | 1967年2月      |
| 第7回（1966年度）  | 201編      | 佳作           | 後藤竜二                                       | 「大地は天使たちでいっぱいだ」 | 1967年2月      |
| 第7回（1966年度）  | 201編      | 佳作           | 中川昭                                         | 「ぼくの前に道はない」         |                |
| 第7回（1966年度）  | 201編      | 佳作           | 勢田十三夫                                     | 「ラーゲルの少年」             |                |
| 第8回（1967年度）  | 154編      | 入選該当作なし | 入選該当作なし                                 | 入選該当作なし                 | 入選該当作なし |
| 第8回（1967年度）  | 154編      | 佳作           | 瀬尾七重                                       | 「ロザンドの木馬」             |                |
| 第8回（1967年度）  | 154編      | 佳作           | 武者一雄                                       | 「ビルマの耳飾り」             | 1968年         |
| 第9回（1968年度）  | 201編      | 受賞           | 松林清明                                       | 「火の子」                     |                |
| 第9回（1968年度）  | 201編      | 佳作           | 森山京                                         | 「こりすが五ひき」             |                |
| 第10回（1969年度） | 119編      | 入選該当作なし | 入選該当作なし                                 | 入選該当作なし                 | 入選該当作なし |
| 第10回（1969年度） | 119編      | 佳作           | 武田英子                                       | 「海のかがり火」               |                |
| 第10回（1969年度） | 119編      | 佳作           | 日野多香子                                     | 「風の花ぞの」                 |                |
| 第10回（1969年度） | 119編      | 佳作           | 千北ゆずる                                     | 「プラスチックの空」           |                |
| 第10回（1969年度） | 119編      | 佳作           | 北里洋介                                       | 「球形の地底都市モホロ」       |                |

### 第11回から第20回
| 回（年）           | 応募総数 | 賞             | 受賞者         | 受賞作                         | 初刊           |
| ------------------ | -------- | -------------- | -------------- | ------------------------------ | -------------- |
| 第11回（1970年度） | 163編    | 受賞           | 田中博         | 「遠い朝」                     |                |
| 第11回（1970年度） | 163編    | 受賞           | 鈴木妙子       | 「ティンクの星」               |                |
| 第11回（1970年度） | 163編    | 佳作           | 新田祐一       | 「ともしび」                   | 1974年         |
| 第11回（1970年度） | 163編    | 佳作           | 荒井静子       | 「イサムの海」                 |                |
| 第11回（1970年度） | 163編    | 佳作           | 斎藤晴輝       | 「アユの子アッポ」             | 1971年         |
| 第12回（1971年度） | 177編    | 受賞           | 上種ミスズ     | 「天の車」                     |                |
| 第12回（1971年度） | 177編    | 受賞           | 宇野和子       | 「ポケットの中の赤ちゃん」     |                |
| 第12回（1971年度） | 177編    | 佳作           | 石郷正         | 「悪魔のようなジェジェ」       |                |
| 第12回（1971年度） | 177編    | 佳作           | 大谷勝義       | 「ウタリーの星」               |                |
| 第13回（1972年度） | 200編    | 受賞           | 飯田栄彦       | 「燃えながら飛んだよ！」       |                |
| 第13回（1972年度） | 200編    | 佳作           | 槇ひろし       | 「カポンをはいたけんじ」       |                |
| 第14回（1973年度） | 202編    | 受賞           | 金原徹郎       | 「ドベ猫メチャラムニュ」       | 1974年4月      |
| 第14回（1973年度） | 202編    | 佳作           | 井出郁子       | 「太陽を見たモヤシ」           |                |
| 第15回（1974年度） | 204編    | 受賞           | 柏葉幸子       | 「気ちがい通りのリナ」         | 1975年10月     |
| 第15回（1974年度） | 204編    | 受賞           | 山里るり       | 「水曜日には朝がある」         | 1978年12月     |
| 第15回（1974年度） | 204編    | 佳作           | 前中行至       | 「光の丘」                     |                |
| 第15回（1974年度） | 204編    | 佳作           | 江川圀彦       | 「神さまがみんなをわらわせた」 |                |
| 第16回（1975年度） | 222編    | 入選該当作なし | 入選該当作なし | 入選該当作なし                 | 入選該当作なし |
| 第16回（1975年度） | 222編    | 佳作           | 辻野チヤ子     | 「マアちゃんとヨイドン」       |                |
| 第16回（1975年度） | 222編    | 佳作           | 黒江ゆに       | 「ヨッコちゃんと森の三つ子」   |                |
| 第16回（1975年度） | 222編    | 佳作           | 藤田博保       | 「甚吉とシャモ」               | 1976年9月      |
| 第17回（1976年度） | 205編    | 受賞           | 福川祐司       | 「ダゲのこだまよ」             |                |
| 第17回（1976年度） | 205編    | 佳作           | 茨木昭         | 「蓮根村のむすこたち」         |                |
| 第17回（1976年度） | 205編    | 佳作           | 井上寿彦       | 「三リットルの月光」           |                |
| 第18回（1977年度） | 153編    | 受賞           | 野火晃         | 「虎」                         |                |
| 第18回（1977年度） | 153編    | 佳作           | 浅川じゅん     | 「なき虫魔女先生」             | 1979年5月      |
| 第18回（1977年度） | 153編    | 佳作           | 粂川妙子       | 「遠い白球」                   |                |
| 第19回（1978年度） | 154編    | 受賞           | 大原興三郎     | 「海からきたイワン」           | 1979年11月     |
| 第19回（1978年度） | 154編    | 受賞           | 牧原辰         | 「小さな冒険者たち」           |                |
| 第19回（1978年度） | 154編    | 佳作           | 谷咲子         | 「象になった象」               |                |
| 第20回（1979年度） | 200編    | 入選該当作なし | 入選該当作なし | 入選該当作なし                 | 入選該当作なし |
| 第20回（1979年度） | 200編    | 佳作           | 奥山かずお     | 「木の上の少年」               |                |
| 第20回（1979年度） | 200編    | 佳作           | 黒江ゆに       | 「鬼を見た」                   |                |
| 第20回（1979年度） | 200編    | 佳作           | 守道子         | 「帰ってきたネコ」             |                |

### 第21回から第30回
| 回（年）           | 応募総数 | 賞             | 受賞者         | 受賞作                                       | 初刊           |
| ------------------ | -------- | -------------- | -------------- | -------------------------------------------- | -------------- |
| 第21回（1980年度） | 199編    | 受賞           | 池原はな       | 「きつねっ子先生」                           | 1981年7月      |
| 第21回（1980年度） | 199編    | 受賞           | 森百合子       | 「サヤカの小さな青いノート」                 |                |
| 第22回（1981年度） | 199編    | 入選該当作なし | 入選該当作なし | 入選該当作なし                               | 入選該当作なし |
| 第22回（1981年度） | 199編    | 佳作           | 梅田直子       | 「バアちゃんとあたし」                       |                |
| 第22回（1981年度） | 199編    | 佳作           | 竹見嶺         | 「あかい雨跡」                               |                |
| 第22回（1981年度） | 199編    | 佳作           | 半澤周三       | 「海を翔ぶ惇」                               |                |
| 第23回（1982年度） | 267編    | 受賞           | 三輪裕子       | 「子どもたち山へ行く」                       | 1986年8月      |
| 第23回（1982年度） | 267編    | 佳作           | 佐藤州男       | 「行こうぜ」                                 |                |
| 第23回（1982年度） | 267編    | 佳作           | 長谷川敬       | 「すい・ばく・じや」                         |                |
| 第24回（1983年度） | 207編    | 入選該当作なし | 入選該当作なし | 入選該当作なし                               | 入選該当作なし |
| 第24回（1983年度） | 207編    | 佳作           | 牧原あかり     | 「くまのレストランの謎」                     | 1984年2月      |
| 第24回（1983年度） | 207編    | 佳作           | 杉山里子       | 「徹と五匹のうりっこたち」                   |                |
| 第25回（1984年度） | 233編    | 受賞           | 和田英昭       | 「山のあなた」                               | 1985年6月      |
| 第25回（1984年度） | 233編    | 佳作           | 井口直子       | 「オタスケ事務所・本日開店！」               |                |
| 第26回（1985年度） | 165編    | 受賞           | 原あやめ       | 「さと子が見たこと」                         |                |
| 第26回（1985年度） | 165編    | 佳作           | かずき一夫     | 「アリスの森」                               |                |
| 第26回（1985年度） | 165編    | 佳作           | いずみだまきこ | 「ぼくにおじいちゃんがいた」                 | 1986年11月     |
| 第27回（1986年度） | 300編    | 受賞           | 斉藤洋         | 「ルドルフとイッパイアッテナ」               |                |
| 第27回（1986年度） | 300編    | 佳作           | 篠田静江       | 「お習字ごっこ」                             |                |
| 第27回（1986年度） | 300編    | 佳作           | 加本宇七       | 「ボクの大人フレンド」                       |                |
| 第28回（1987年度） | 307編    | 受賞           | 新庄節美       | 「夏休みだけ探偵団・二丁目の犬小屋盗難事件」 | 1988年5月      |
| 第28回（1987年度） | 307編    | 佳作           | 川崎満知子     | 「ぼくは童話ジョッキー」                     |                |
| 第28回（1987年度） | 307編    | 佳作           | 片倉美登       | 「ぼくたちは●ほたる○」                       |                |
| 第29回（1988年度） | 229編    | 入選該当作なし | 入選該当作なし | 入選該当作なし                               | 入選該当作なし |
| 第29回（1988年度） | 229編    | 佳作           | 白阪実世子     | 「ふしぎなともだち ジャック・クローバー」    |                |
| 第29回（1988年度） | 229編    | 佳作           | しんどうぎんこ | 「ぼくがイルカにのった少年になる日まで」     | 1989年7月      |
| 第29回（1988年度） | 229編    | 佳作           | 近藤尚子       | 「ぼくの屋上にカンガルーがやってきた。」     |                |
| 第30回（1989年度） | 248編    | 受賞           | 松原きみ子     | 「よめなシャンプー」                         | 1990年6月      |
| 第30回（1989年度） | 248編    | 佳作           | 山邊直子       | 「海王伝」                                   |                |
| 第30回（1989年度） | 248編    | 佳作           | 田中まる子     | 「二人合わせて三百歳」                       | 1991年5月      |
| 第30回（1989年度） | 248編    | 佳作           | はやみねかおる | 「怪盗道化師」                               | 1990年4月      |

### 第31回から第40回
| 回（年）           | 応募総数 | 賞   | 受賞者         | 受賞作                           | 初刊       |
| ------------------ | -------- | ---- | -------------- | -------------------------------- | ---------- |
| 第31回（1990年度） | 275編    | 受賞 | 森絵都         | 「リズム」                       | 1991年5月  |
| 第31回（1990年度） | 275編    | 受賞 | 林多加志       | 「ウソつきのススメ」             |            |
| 第32回（1991年度） | 300編    | 受賞 | たつみや章     | 「ぼくの・稲荷山伝説」           | 1992年7月  |
| 第32回（1991年度） | 300編    | 佳作 | 宮野素美子     | 「そよかぜ姫の竜退治」           | 1992年9月  |
| 第32回（1991年度） | 300編    | 佳作 | こんのとよこ   | 「あめふり横丁はいつも大さわぎ」 | 1994年2月  |
| 第33回（1992年度） | 374編    | 受賞 | にしざきしげる | 「カワウソのすむ海」             | 1994年4月  |
| 第33回（1992年度） | 374編    | 佳作 | ますだあきこ   | 「7月のコンプレックス前線」      | 1993年7月  |
| 第33回（1992年度） | 374編    | 佳作 | 天野月夫       | 「リョウ、影野村で」             |            |
| 第33回（1992年度） | 374編    | 佳作 | 本田昌子       | 「万里子へ」                     | 1993年11月 |
| 第34回（1993年度） | 401編    | 受賞 | 小川英子       | 「ピアニャン」                   |            |
| 第34回（1993年度） | 401編    | 佳作 | 吉村健二       | 「あけぼの丸と僕」               |            |
| 第34回（1993年度） | 401編    | 佳作 | 小川みなみ     | 「今度ワープするとき」           | 1995年3月  |
| 第35回（1994年度） | 425編    | 受賞 | 武井岳史       | 「やっぱしアウトドア？」         | 1995年6月  |
| 第36回（1995年度） | 211編    | 受賞 | 魚住直子       | 「非バランス」                   | 1996年6月  |
| 第36回（1995年度） | 211編    | 佳作 | 笹生陽子       | 「ジャンボ・ジェットの飛ぶ街で」 |            |
| 第36回（1995年度） | 211編    | 佳作 | 坂元純         | 「ぼくのフェラーリ」             |            |
| 第37回（1996年度） | 340編    | 受賞 | さなともこ     | 「ポーラをさがして」             | 1997年6月  |
| 第37回（1996年度） | 340編    | 佳作 | 岡田依世子     | 「クマゲラの眠る夏」             | 1998年7月  |
| 第37回（1996年度） | 340編    | 佳作 | 白金由美子     | 「星のむこうは魔女の国」         |            |
| 第38回（1997年度） | 279編    | 受賞 | 風野潮         | 「ビート・キッズ」               |            |
| 第38回（1997年度） | 279編    | 佳作 | 河原潤子       | 「蝶々、とんだ」                 |            |
| 第39回（1998年度） | 398編    | 受賞 | 梨屋アリエ     | 「でりばりぃAge」                | 1999年5月  |
| 第40回（1999年度） | 340編    | 受賞 | 草野たき       | 「透きとおった糸をのばして」     |            |
| 第40回（1999年度） | 340編    | 佳作 | 坂本のこ       | 「イン・ザ・ミラー」             |            |

### 第41回から第50回
| 回（年）           | 応募総数 | 賞             | 受賞者         | 受賞作                           | 初刊           |
| ------------------ | -------- | -------------- | -------------- | -------------------------------- | -------------- |
| 第41回（2000年度） | 302編    | 受賞           | 渡辺わらん     | 「ボーソーとんがりネズミ」       |                |
| 第41回（2000年度） | 302編    | 佳作           | 橋村明可梨     | 「魔女と小人がいた夏」           |                |
| 第42回（2001年度） | 369編    | 受賞           | 椰月美智子     | 「十二歳」                       |                |
| 第43回（2002年度） | 317編    | 受賞該当作なし | 受賞該当作なし | 受賞該当作なし                   | 受賞該当作なし |
| 第43回（2002年度） | 317編    | 佳作           | しんやひろゆき | 「チェンジ！」                   |                |
| 第43回（2002年度） | 317編    | 佳作           | 長谷川花菱     | 「キス・キス・キス」             |                |
| 第44回（2003年度） | 402編    | 受賞該当作なし | 受賞該当作なし | 受賞該当作なし                   | 受賞該当作なし |
| 第44回（2003年度） | 402編    | 佳作           | 片川優子       | 「佐藤さん」                     | 2004年7月      |
| 第44回（2003年度） | 402編    | 佳作           | 佐藤恵         | 「Days～デイズ～」               |                |
| 第45回（2004年度） | 517編    | 受賞           | 立石彰         | 「勇太と死神」                   |                |
| 第45回（2004年度） | 517編    | 佳作           | 香坂直         | 「走れ、セナ！」                 | 2005年10月     |
| 第46回（2005年度） | 513編    | 受賞           | 菅野雪虫       | 「ソニンと燕になった王子」       | 2006年6月      |
| 第46回（2005年度） | 513編    | 佳作           | まはら三桃     | 「オールドモーブな夜だから」     | 2006年4月      |
| 第47回（2006年度） | 424編    | 受賞該当作なし | 受賞該当作なし | 受賞該当作なし                   | 受賞該当作なし |
| 第47回（2006年度） | 424編    | 佳作           | 長江優子       | 「タイドプール」                 |                |
| 第47回（2006年度） | 424編    | 佳作           | 樫崎茜         | 「ファントムペイン」             |                |
| 第48回（2007年度） | 429編    | 受賞該当作なし | 受賞該当作なし | 受賞該当作なし                   | 受賞該当作なし |
| 第48回（2007年度） | 429編    | 佳作           | 福田隆浩       | 「熱風」                         | 2008年2月      |
| 第48回（2007年度） | 429編    | 佳作           | 石川宏千花     | 「ユリエルとグレン」             | 2008年4月      |
| 第49回（2008年度） | 470編    | 受賞           | 河合二湖       | 「バターサンドの夜、人魚の町で」 | 2009年9月      |
| 第49回（2008年度） | 470編    | 佳作           | 如月かずさ     | 「サナギのしあわせ」             | 2009年8月      |
| 第50回（2009年度） | 415編    | 受賞           | 有沢佳映       | 「Our Smallest Adventures」      | 2010年6月      |
| 第50回（2009年度） | 415編    | 佳作           | 陣崎草子       | 「草の上で愛を」                 | 2010年5月      |

### 第51回から第60回
| 回（年）           | 応募総数 | 賞             | 受賞者         | 受賞作                                       | 初刊           |
| ------------------ | -------- | -------------- | -------------- | -------------------------------------------- | -------------- |
| 第51回（2010年度） | 389編    | 受賞           | 升井純子       | 「空打ちブルース」                           |                |
| 第52回（2011年度） | 653編    | 受賞           | 市川朔久子     | 「よるの美容院」                             | 2012年5月      |
| 第52回（2011年度） | 653編    | 佳作           | みうらかれん   | 「夜明けの落語」                             | 2012年5月      |
| 第53回（2012年度） | 746編    | 該当作なし     | 該当作なし     | 該当作なし                                   | 該当作なし     |
| 第54回（2013年度） | 525編    | 受賞該当作なし | 受賞該当作なし | 受賞該当作なし                               | 受賞該当作なし |
| 第54回（2013年度） | 525編    | 佳作           | 安田夏菜       | 「あしたも、さんかく」                       |                |
| 第54回（2013年度） | 525編    | 佳作           | 葦原かも       | 「トミエさんの真夜中ものがたり」             | 2014年5月      |
| 第55回（2014年度） | 644編    | 受賞該当作なし | 受賞該当作なし | 受賞該当作なし                               | 受賞該当作なし |
| 第55回（2014年度） | 644編    | 佳作           | よしみやほう太 | 「赤ふんどしのゲロウ」                       |                |
| 第55回（2014年度） | 644編    | 佳作           | 春間美幸       | 「それぞれの名前」                           |                |
| 第56回（2015年度） | 595編    | 受賞           | 高橋雪子       | 「ぼくたちのリアル」                         |                |
| 第56回（2015年度） | 595編    | 佳作           | 麦穂           | 「さっ太の黒い仔馬」                         | 2016年6月      |
| 第56回（2015年度） | 595編    | 佳作           | 木野菫         | 「夜露姫 狭霧丸」                            |                |
| 第57回（2016年度） | 573編    | 受賞           | 吉田桃子       | 「ラブリィ！」                               |                |
| 第57回（2016年度） | 573編    | 佳作           | 五十嵐まり     | 「放置自転車、15歳（、ぬけがら）」           |                |
| 第57回（2016年度） | 573編    | 佳作           | 落合由佳       | 「マイナス・ヒーロー」                       |                |
| 第58回（2017年度） | 573編    | 受賞           | こまつあやこ   | 「リマ・トゥジュ・リマ・トゥジュ・トゥジュ」 |                |
| 第58回（2017年度） | 573編    | 佳作           | 大島理惠       | 「１０７小節目から」                         |                |
| 第58回（2017年度） | 573編    | 佳作           | 谷口雅美       | 「大坂オナラ草紙」                           |                |
| 第58回（2017年度） | 573編    | 佳作           | 黒川裕子       | 「さよならシュトラウス。」                   |                |
| 第59回（2018年度） | 530編    | 受賞           | 水野瑠見       | 「１４歳日和」                               |                |
| 第59回（2018年度） | 530編    | 佳作           | 長谷川まりる   | 「お絵かき禁止の国」                         |                |
| 第60回（2019年度） | 573編    | 受賞           | 松本めぐ       | 「保健室経由、かねやま本館。」               |                |
| 第60回（2019年度） | 573編    | 佳作           | 雨谷友理       | 「魔女と花火と100万円」                      |                |
| 第60回（2019年度） | 573編    | 佳作           | 花里真希       | 「あおいの世界」                             |                |

### 第61回から
| 回（年）           | 応募総数 | 賞             | 受賞者         | 受賞作                                   | 初刊           |
| ------------------ | -------- | -------------- | -------------- | ---------------------------------------- | -------------- |
| 第61回（2020年度） | 603編    | 受賞該当作なし | 受賞該当作なし | 受賞該当作なし                           | 受賞該当作なし |
| 第61回（2020年度） | 603編    | 佳作           | 中島空         | 「境界のポラリス」                       |                |
| 第61回（2020年度） | 603編    | 佳作           | 愛川美也       | 「小梅の七つのお祝いに」                 |                |
| 第62回（2021年度） | 795編    | 受賞           | 鳥美山貴子     | 「黒と白の対角線～おりがみおとぎ草子～」 |                |
| 第62回（2021年度） | 795編    | 佳作           | 林けんじろう   | 「星屑すぴりっと」                       |                |
| 第62回（2021年度） | 795編    | 佳作           | 東洋太郎       | 「カトリとまどろむ石の海」               |                |
| 第63回（2022年度） | 546編    | 受賞該当作なし | 受賞該当作なし | 受賞該当作なし                           | 受賞該当作なし |
| 第63回（2022年度） | 546編    | 佳作           | 青野灯         | 「波あとが白く輝いている」               |                |
| 第64回（2023年度） | 652編    | 受賞           | まひる         | 王様のキャリー                           |                |
| 第64回（2023年度） | 652編    | 佳作           | 福木はる       | ピーチとチョコレート                     |                |
| 第64回（2023年度） | 652編    | 佳作           | 村沢怜         | 15歳の昆虫図鑑                           |                |
| 第65回（2024年度） | 522編    | 受賞           | 荒川衣歩       | 「古手屋てまり 長崎出島と紅い石」        |                |